# Hippoklos
Hippokles (Oudgrieks: Ἵπποκλος) was een tiran van Lampsacus uit de 6e eeuw v.Chr.
Tijdens zijn bewind viel Lampsacus onder Perzische opperheerschap en nam daarom rond 513 v.Chr. deel aan de veldtocht tegen de Scythen van Darius I. Hij was de vader van Aiantides, die hem zou opvolgen als tiran en was getrouwd met Archedike, de dochter van de Atheense tiran Hippias. Mogelijk was dit huwelijk de reden waarom Sparta in 511/510 v.Chr. zou ingrijpen in Athene.

## Referentie
- J. Cobet, art. Hippokles, in NP  5 (1998), col. 585.
- D.M. Lewis, The tyranny of the Pisistratidae, in CAH2 4 (1988), pp. 287–302.